# محمد ناصف
محمد ناصف (من مواليد 1 نوفمبر 1988 بقويسنا)، هو لاعب كرة قدم مصري، يلعب مدافعاً لنادي طلائع الجيش في الدوري المصري الممتاز.

## الإنجازات
الزمالك
- كأس مصر:
  - البطل (1): 2015–16[3]
- كأس السوبر المصري:
  - البطل (1): 2016[4]